# Town-klass (1936)
Town-klass var en klass av lätta kryssare som byggdes för Royal Navy mellan 1934 och 1939, som tjänstgjorde under andra världskriget. Fartygen byggdes i tre olika undergrupper, Southampton, Gloucester och Edinburgh-klasserna.

## Fartyg
| Fartyg            | Fartygsnummer     | Varv                                                   | Kölsträckt        | Sjösatt           | Tagen i tjänst    | Öde                                            |
| Southampton-klass | Southampton-klass | Southampton-klass                                      | Southampton-klass | Southampton-klass | Southampton-klass | Southampton-klass                              |
| ----------------- | ----------------- | ------------------------------------------------------ | ----------------- | ----------------- | ----------------- | ---------------------------------------------- |
| HMS Newcastle     | C76               | Vickers-Armstrongs                                     | 4 oktober 1934    | 23 januari 1936   | 5 mars 1937       | Såld för skrotning augusti 1959                |
| HMS Southampton   | C83               | John Brown & Company, Clydebank                        | 21 november 1934  | 10 mars 1936      | 6 mars 1937       | Sänkt utanför Malta, 11 januari 1941           |
| HMS Sheffield     | C24               | Vickers-Armstrongs                                     | 31 januari 1935   | 23 juli 1936      | 25 augusti 1937   | Skrotad vid Faslane, 1967                      |
| HMS Glasgow       | C21               | Scotts Shipbuilding and Engineering Company, Greenock  | 16 april 1935     | 20 juni 1936      | 9 september 1937  | Såld för skrotning juli 1958                   |
| HMS Birmingham    | C19               | Devonport Dockyard, Plymouth                           | 18 juli 1935      | 1 september 1936  | 18 november 1937  | Skrotad 1960                                   |
| Gloucester-klass  |                   |                                                        |                   |                   |                   |                                                |
| HMS Liverpool     | C11               | Fairfield Shipbuilding and Engineering Company, Govan  | 17 februari 1936  | 24 mars 1937      | 2 november 1938   | Såld för skrotning juli 1958                   |
| HMS Manchester    | C15               | Hawthorn Leslie, Hebburn                               | 28 mars 1936      | 12 april 1937     | 4 augusti 1938    | Borrad i sank 13 augusti 1942 utanför Tunisien |
| HMS Gloucester    | C62               | Devonport Dockyard, Plymouth                           | 22 september 1936 | 19 oktober 1937   | 31 januari 1939   | Sänkt, 22 maj 1941                             |
| Edinburgh-klass   |                   |                                                        |                   |                   |                   |                                                |
| HMS Belfast       | C35               | Harland and Wolff shipyard, Belfast                    | 10 december 1936  | 17 mars 1938      | 5 augusti 1939    | Museifartyg sedan 21 oktober 1971              |
| HMS Edinburgh     | C16               | Swan Hunter and Wigham Richardson, Newcastle-upon-Tyne | 30 december 1936  | 31 mars 1938      | 6 juli 1939       | Sänkt 1942                                     |